# 大通寺 (長野県木曽町)
大通寺（だいつうじ）は 長野県木曽郡木曽町福島にある臨済宗妙心寺派の寺院。山号は智勝山。

## 歴史
慶長5年（1600年）、木曾義利が、叔父の上松義豊を惨殺するなどの不行状により、徳川家康から改易されると、山村良勝・千村良重・馬場昌次などの木曾氏の重臣達は浪人となり、下総国の佐倉で暮らしていた。
同年、彼らは関ヶ原の戦いの前哨戦である木曾東濃の戦いで、東軍に加わり、徳川家康から西軍に組した木曾代官の石川貞清(備前守光吉)から木曽谷を奪還するように命じられた。
8月12日に石川貞清の家臣となっていた親族を味方に引き込んで贄川砦を突破し、豊臣方に抑えられていた木曽谷全域を奪還した。
山村良勝は、佐倉で僧の柱山と知り合い懇意となっていたので、柱山が慕って木曽へ訪ねて来たとされる。
良勝の妻は、その志を喜んで、木曾義昌の屋敷跡で弟の小笠原内蔵介の旧屋敷跡に寺を建立して柱山を住せしめた。
良勝の妻は、没後は長福寺に埋葬されたが、戒名は「大通寺殿炎山宗梅大姉」として位牌は大通寺で供養したと伝わる。
しかし沿革志によると、柱山が木曽へ来た時期は、慶長5年(1600年)に木曾義利が改易された時に、山村良候が、当時、尾張犬山城主と木曾代官を兼務していた石川貞清から犬山城へ召されて、その訪問の可否を柱山に相談したとされ、その時に木曽へ随行して来たもので、長福寺に滞在中に、かねてから寺を建立したいと念願していた良勝の妻の実現の機運に際し、長福寺の末寺として、
慶長6年(1601年)に創建され、山村甚兵衛家から、毎年、納升で3石5斗4升の布施があった。
山号は、開基の山村良勝の名から「勝」の字と、禅の公案にある「大通智勝如来」（妙法蓮華経第三巻の化城喩本第七にある話）に因んで「智勝山 大通寺」と名付けたと、所蔵する古文書に記されている。
元和2年(1616年）、火災に遭って、柱山の消息が不明となり、創建時の由緒書は焼失した。
承応3年（1654年）、二世住持に北傳祖秀が就任し再興に努めた。
享保9年(1724年)、尾張藩は、山村甚兵衛家七代の山村良及に「近年木曽谷中裁許の儀よろしからず」の理由で、山村甚兵衛家から木曽谷の行政の一切を尾張藩から派遣した役人の立会勅許を指令し、大規模な検地が行われた。
大通寺の寺内は、5反5畝29歩で、そのうち2畝9歩は、が上の段の立合役所(御用達役所)が設けられてその敷地となった。
また当時は、三間四方の十王堂があって、十王像、毘沙門天像、ならびに、松尾大明神が祀られていた。
大通寺は、黒沢村の祭礼に際し、大般若経の読経三箇寺に入っていた。当初は興禅寺・長福寺・西光寺の三箇寺であったが、西光寺が廃寺となってから大通寺が加わった。祭礼の為の支度米は、西光寺の分と同じであった。
宝暦2年（1752年）、堂宇の移改築など大規模な普請が行われ、以後折々に堂宇の手入れが行われてきた。
昭和51年(1976年)より、堂宇の整備が逐次進められて、
平成6年(1994年)に本堂を、平成16年(2004年)に開山堂などを新築し今日の姿となっている。

## 境内

### 鐘楼門
山門であるが、二階に梵鐘があるので「鐘楼門」と呼ばれ、菊水紋やオモダカの花など装飾の彫刻がされている。
安永7年(1778年)9月、施主は向井休冶、大工の棟梁は原源右衛門によって建立されたが、
鐘楼門に掲げられている「大通禅寺」の扁額は、江戸時代中期に日本を代表した書家で、篆書・篆刻を得意とした三井親和の筆である。扁額の左隅には、「東都九十八歳親和」と書かれている。

### 梵鐘
寛文4年(1664年)、二世の北傳祖秀の代に、山村新左衛門忠清と、森田佐右衛門眞道によって寄進された。
鋳物師は、近江国八日市の金屋村吉左ヱ門尉勝家であった。
宝暦2年(1752年)2月、その位置が「大坂屋酒店」の酒蔵の後ろになってしまったので、9月下旬に十数間を隔てた現在の位置に曳き移し、10月に大供養を行った。
太平洋戦争時に供出したため失われていたが、現在の梵鐘は、昭和53年(1978年)に再鋳されたものである。

### 本堂
現在の本堂は、平成6年（1994年）に落慶されたもので、祭壇には本尊の観世音菩薩像が安置されており、厨子の扉には「南無子安大慈大悲観世音菩薩」と書かれている。
脇侍として不動明王と毘沙門天が安置されており、厨子の扉には「諸願成就安産長生息延命依安穏」と書かれている。
位牌壇の右最上段に閻魔大王像と十王像が並んで安置されている。
昔は街外れの堂内に祀られていたものであるが、天和年間(1681～1684年)に大通寺の境内の堂に移されたことが古文書に記されている。
平成6年（1994年）の本堂落慶にあわせて本堂に移された。四百年近くを経た古い像であるが、その時に塗替えをしたため綺麗な姿となっている。

### 開山堂・観音堂
明治43年（1910年）に中央本線の木曽福島駅～宮ノ越駅間が開通したが、線路の敷設時に大通寺の境内は分断された。
平成16年（2006年）、その線路の踏切を越えたところに開山堂が建設され、開山の柱山の木像が安置されている。
天井には住職と絵画の同好の誼を持たれた六十九人が描いた天井絵が描かれている。花の絵が中心であるが、いずれも力作で美しい絵で飾られている。
階下へ降りるとギャラリー「蒼天」と観音堂「洪恩窟」がある。
観音堂には、天明3年（1783年）に当時の福嶋村の住民から寄附された西国三十三観音像が安置されている。
開山堂落慶にあわせて修繕して黄金色に輝いているが古い仏像である。その頃は西国三十三所観音霊場巡礼が盛んであったため、巡礼の記念に寄進されたものと考えられる。

### 智勝会館
玄関の天井絵は、昭和63年(1988年)に岐阜県瑞浪市の市岡伴哉の筆によるもので、禅書の「牛飼い草」の十牛図を題材にした絵を中心に描かれている。
脇に別名「撫仏」と呼ばれる賓頭盧尊者の像が安置されている。

### 真理姫の供養塔
真理姫は、武田信玄の息女である。
天文24年（1555年）、武田氏の軍勢が木曽谷へ攻め入ると木曾氏は戦況が不利となり、木曾義康は人質の交換を条件に和睦したが、信玄からは息女真理姫と義康の嫡子である木曾義昌と結婚が条件とされた。
その後、真理姫は義昌の武田氏からの離反や、下総国網戸への国替え、義昌の逝去と、徳川家康による木曾氏改易などにより波乱の一生を送ることになったが、晩年は木曽へ戻って九十八歳の長寿を全うして亡くなった。
門をくぐった左側に廿三夜塔などの石碑と並んで五輪塔があるが、これが「真理姫の供養塔」である。昔は境内の一部であった現在の中央本線の線路敷あたりにあったものを、明治時代に線路敷設の際に現在の場所へ移した。
真理姫の墓は、木曽町の三岳地区の野口にある。旧家臣の上村家に身を寄せていたと伝えられているが、その上村家の後裔の家の横にその墓である小さな五輪塔がある。
大通寺を開基した山村良勝は、かっては木曽義昌の重臣であったため、大通寺の境内に供養塔が建てられたのではないかと思われる。

## 文化財
- 鐘楼門(木曽町指定文化財)